# چیتلوک (یوبووییا)
چیتلوک (به صربی: Čitluk) یک روستا در صربستان است که در یوبووییا واقع شده‌است.